# Geokichla cinerea
Geokichla cinerea е вид птица от семейство Turdidae. Видът е световно застрашен, със статут Уязвим.